# Liliovník tulipánokvětý u Gymnázia Olgy Havlové
Liliovník tulipánokvětý u Gymnázia Olgy Havlové nazývaný také Strom Olgy Havlové v Ostravě, je listnatý strom Liliovník tulipánokvětý (Liriodendron tulipifera). Nachází se u Gymnázia Olgy Havlové v Porubě, místní části města Ostrava v Moravskoslezském kraji. Dne 4. října 2018 byl slavnostně vysazen strom, aby připomínal osobnost, charitativní aktivity a výročí nedožitých 85. let Olgy Havlové (manželky prezidenta Václava Havla), která byla v období československého socialismu disidentkou. Před stromem jsou tři pamětní kámeny, na kterých byla upevněna deska s nápisem:
| „ | Strom Olgy Havlové, 1933 – 1996 | “ |

Strom je jedním z 85 vysazených Stromů Olgy Havlové v Česku.

## Galerie

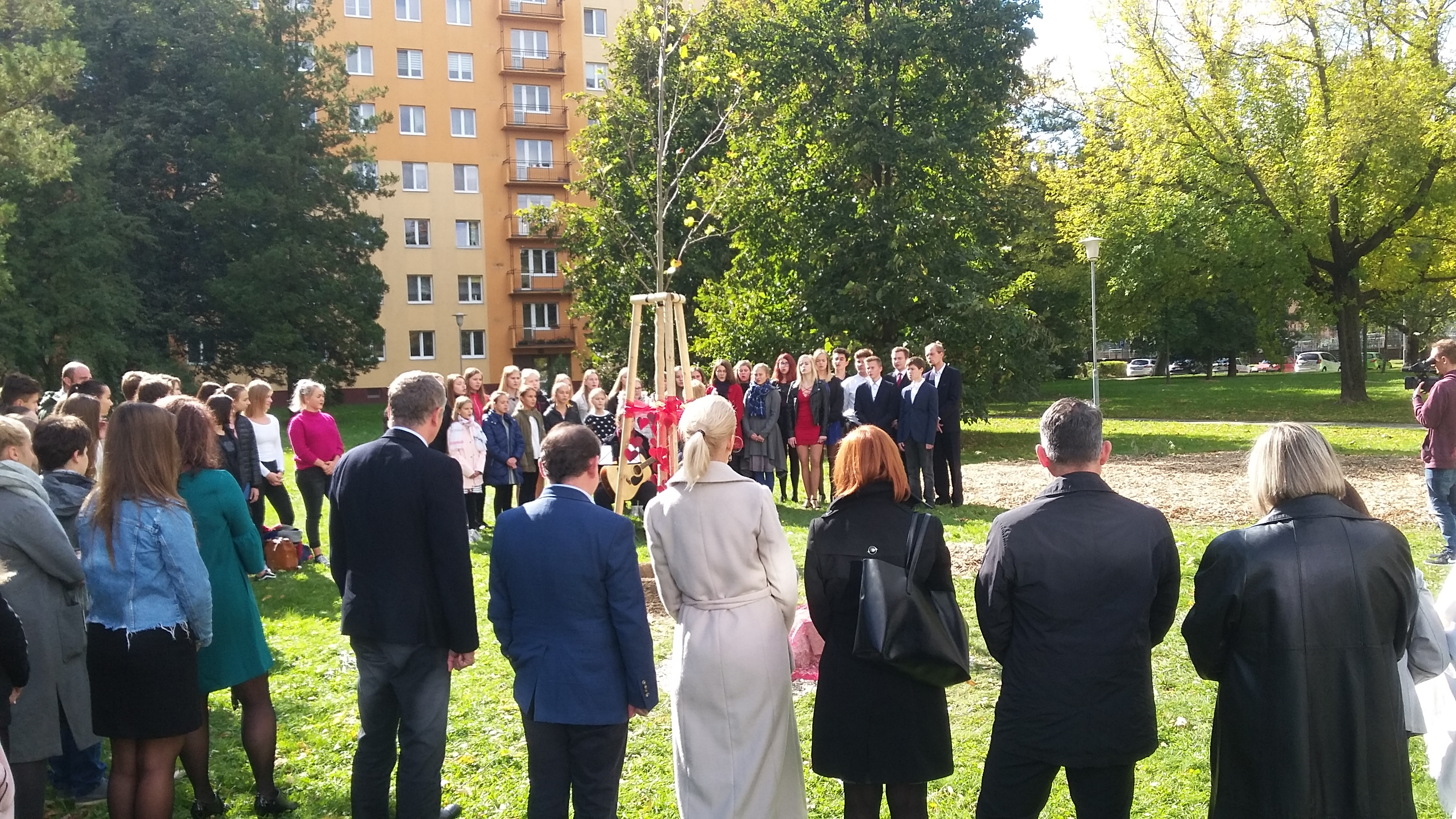
Slavnostní výsadba stromu